# Мазур Василь Миколайович
Василь Миколайович Мазур (нар. 23 травня 1970, Гірник, Донецька область, УРСР) — радянський, український та російський футболіст, захисник. Зараз — російський футбольний тренер.

## Кар'єра гравця
Розпочав займатися футболом у ДЮСШ (м Гірник). Перший тренер — Микола Мазур (батько). Потім займався в луганському спортінтернаті під керівництвом В.М. Проданця.
Після випуску грав за дубль луганської «Зорі». У 1987 перейшов у донецький «Шахтар». До 1989 грав у дублі. У 1990 дебютував у Вищій лізі СРСР. У сезоні 1992/1993 грав у луганській «Зорі-МАЛС». З 1993 грав у «Кривбасі».
У 1996 перейшов у самарські «Крила Рад», за припущенням самого Мазура цьому сприяли фінансові труднощі «Кривбасу» й Анатолій Биткін, який працював у «Крилах», в минулому відомого футболіста «Кривбасу». У «Крилах Рад» Мазур провів три сезони, зігравши в чемпіонаті 88 з 98 матчів.
За свою футбольну кар'єру поставив своєрідний рекорд, відігравши поспіль й без замін 83 матчі у Вищій лізі України, з 1992 по 1998 рік провів на вищому рівні у клубах «Зоря-МАЛС», «Кривбас», «Крила Рад» понад 200 матчів, без замін, пропускаючи матчі лише через травми й при оформленні заявки при переході в новий клуб.

## Кар'єра тренера
У 2007 очолив дитячий ФК «Юніт». У 2015 році перейшов на роботу в академію «Крила Рад» (Самара). А наступного року допомагав тренувати «Ладу-Тольятті». У 2016 році повернувся на роботу в академії «Крил Рад» (Самара).

## Стиль гри
|  | Виконував на полі великий обсяг переміщень, суворо дотримувався ігрової дисципліни, завжди був в хорошій спортивній формі, рідко отримував серйозні травми. Дуже сильний був в оборонних діях, де був великим майстром в боротьбі за м'яч і в позиційній підстраховці партнерів. |